# John Alden Mason
John Alden Mason (14 de gener de 1885 – 7 de novembre de 1967) va ser un antropòleg i lingüista nord-americana que va treballar especialment en les llengües ameríndies.

## Biografia
Mason va néixer a Orland (Indiana), encara que va créixer al barri de Germantown a Filadèlfia. Es va graduar en la Universitat de Pennsylvania el 1907 i es va doctorar per la Universitat de Califòrnia a Berkeley el 1911. La seva tesi doctoral va versar sobre un estudi etnogràfic sobre els indis salinan de Califòrnia. A més d'aquest treball d'aquells anys època va realitzar un cert nombre de treballs sobre les llengües tepimanes de Mèxic, entre ells va dedicar treballs al tepecano, el tepehuan i el Pima-pápago. També va treballar en la classificació de les llengües d'Amèrica, dins de la qual va proposar la família macro-jê.
La primera sèries de les històries de Juan Bobo fou publicada als Estats Units el 1921 al Journal of American Folklore sota el títol Porto Rican Folklore, i foren recollides per Mason d'escolars portoriquenys. TLa col·lecció de contes va consistir en 56 "contes picarescs" sobre Juan Bobo incloent títols exòtics com Juan Bobo Heats up his Grandmother, Juan Bobo Delivers a Letter to the Devil, Juan Bobo Throws his Brother Down a Well, i Juan Bobo refuses to Marry the Princess.
Mason a més va ser encarregat del Museu Arqueològic i d'Antropologia de la Universitat de Pennsylvania de 1926 fins a la seva jubilació el 1958.
Els seus articles es guarden en l'Societat Filosòfica Americana a Filadèlfia.

## Obres
- The ethnology of the Salinan Indians. Berkeley, The University Press, 1912 (University of California Publ. in: American Archaeology & Ethnology. 10/4; S. 97–240; plts. 21–37).
- The Ancient Civilizations of Peru. Harmondsworth u.a. : Penguin Books, 1957 
  - Deutsch unter dem Titel: Das alte Peru : Eine indianische Hochkultur. Von Ferdinand Anton durchges. Übertr. aus d. Engl. von Hannes W. A. Schoeller, Magnus-Kulturgeschichte. Essen : Magnus-Verlag 1975 (zuerst in Kindlers Kulturgeschichte)
- Notes on the Indians of the Great Slave Lake area. New Haven: Yale University Press [u.a.], 1946 (Yale University Publications in anthropology 34)
- amb George Agogino: The Ceremonialism Of The Tepecan. Eastern New Mexico Univ. 1972